# Комплекс построек Государственной типографии
Комплекс построек Государственной типографии — архитектурный комплекс, частично охраняемый как памятник архитектуры. Расположен в Санкт-Петербурге, современный адрес — Гатчинская улица, 24-26, Чкаловский проспект, 15, Ораниенбаумская улица, 27-29.
Императорский печатный двор изначально занимал здание на углу набережной канала Грибоедова и Инженерной улицы. Участок между современным Чкаловским проспектом, Гатчинской и Ораниенбаумской улицами заведение получило в середине 1900-х годов. В 1906 году проект нового типографского комплекса разработал Л. Н. Бенуа, его помощником был Л. Л. Шрётер. Строительство шло в 1907—1910 годах, но изначальный проект в итоге не был завершён.
По проекту главное здание должно было представлять собой каре с внутренним двором, над которым на металлических фермах находились фонари верхнего света.
Фасад корпуса по Гатчинской улице симметричен, центральную часть выделяет портик с четырьмя колоннами и фронтоном. Крылья и обращённый к проспекту корпус единообразно и ритмично украшены лопатками-контрфорсами в два яруса. Над верхним этажом сделана тяга, в верхних этажах сделаны широкие окна с дугообразными перемычками. Ордер упрощённый. Лопатки, прогоны и поперечные балки составляют единую систему. Здание построено в большей степени в неоклассическом стиле, хотя использованы приёмы кирпичного стиля, и общий стиль близок к модерну; в целом его можно определить как «модернизированную неоклассику». В здании были административные помещения, мастерские, склады и магазин.
Основной цех расположен во дворе, его перекрытия — большепролётные металлические конструкции. В состав комплекса также входили производственные цеха, склады, жилой корпус (безордерный неоклассический из красного кирпича на Ораниенбаумской улице) и общественные помещения (корпус с залом собраний, лавкой, медчастью, аптекой, конторой, баней, прачечной и общежитиями для рабочих рядом с основным зданием, на уровне второго этажа соединённый галереей с цехами).
на углу Чкаловского проспекта и Ораниенбаумской улицы было оставлено место для расширения производства; вместо запланированных производственных зданий уже в 1930-е годы были возведены конструктивистские производственные корпуса, в 1934 году между торцами производственных корпусов была пристроена прямоугольная проходная.
Производственные корпуса пострадали в Великую Отечественную войну, их восстанавливали и реконструировали во второй половине 1940-х годов. В 1952—2000 годах по мере требований производства были произведены и прочие переделки и пристройки.
Под охраной государства находятся главный производственный корпус как объект культурного наследия регионального значения, а также Дом рабочих организаций и административный корпус как выявленные объекты культурного наследия. В 2018 году планировалось снести все прочие здания, застроить территорию жильём, а охраняемые корпуса использовать, как и после закрытия типографии в 2012 году, для торговли и офисов.